# Mesembryanthemum rhizophorum
Mesembryanthemum rhizophorum är en isörtsväxtart som beskrevs av Klak. Mesembryanthemum rhizophorum ingår i Isörtssläktet som ingår i familjen isörtsväxter. Inga underarter finns listade i Catalogue of Life.